# Prosoplus obliquevittatus
Prosoplus obliquevittatus là một loài bọ cánh cứng trong họ Cerambycidae.